# Joze to Tora to Sakanatachi
Josee, o Tigre e o Peixe (ジョゼと虎と魚たち, Joze to Tora to Sakanatachi) é uma animação japonesa de 2020 comédia romântica drama, baseado em o conto de mesmo nome de Seiko Tanabe. O filme é estrelado pelas vozes de Taishi Nakagawa e Kaya Kiyohara.
É dirigido por Kotaro Tamura a partir de um roteiro de Sayaka Kuwamura, com desenhos de personagens originais de Nao Emoto (que também criou um mangá tie-in), desenhos de personagens de animação de Haruko Iizuka (que também atuou como supervisor de animação chefe) e produção de animação por Bones.

## Produção
A adaptação em anime do conto foi anunciada em 3 de dezembro de 2019, quando a Kadokawa Corporation se aproximou do diretor Kotaro Tamura e apresentou um conjunto de livros para escolher. Eles queriam adaptar uma peça clássica da literatura japonesa; Josee foi escolhido nesta reunião e o filme entrou em produção. Tamura decidiu que queria que o filme tivesse um final feliz, em contraste com outros filmes mais sombrios que focavam na deficiência. Ele afirmou que "queríamos ter uma mensagem muito edificante e positiva" O diretor observou que a condição de Josee foi herdada desde o nascimento e que ela não a recebeu durante sua vida. Em vez de fazer o personagem se desenvolver a partir de fontes externas, eles o fariam mudar internamente, como um personagem normal.
Este filme de anime oficial iniciou este projeto em 3 de dezembro de 2019, lançou o site, pôster e equipes principais. Em 3 de janeiro de 2020, eles anunciaram que este filme será exibido neste verão. Em 3 de março de 2020, as cenas do filme, as ilustrações dos personagens de Josee e Tsuneo foram lançadas. No entanto, devido à pandemia de COVID-19, a data de exibição deste filme foi adiada. Em 13 de agosto de 2020, o oficial anunciou que a nova data de lançamento é 25 de dezembro de 2020.

## Música
Evan Call compôs a música do filme. Ele também compôs o tema de abertura Take Me Far Away que foi interpretado por Ai Ichikawa. Eve apresentou a música de inserção do filme Shinkai e o tema de encerramento Ao no Waltz.

## Lançamento no cinema
O filme estreou no 25º Festival Internacional de Cinema de Busan em 30 de outubro de 2020, como o filme de encerramento do festival. Mais tarde, foi lançado nos cinemas no Japão em 25 de dezembro de 2020, depois de ter sido adiado em meados de 2020 devido à pandemia do COVID-19.
A Funimation adquiriu o filme para lançamento nos cinemas norte-americanos em julho de 2021 (Canadá e Estados Unidos), com dublagem original em japonês e inglês para a estreia do Festival Internacional de Cinema de Toronto de 2021. A Anime Limited adquiriu o filme para lançamento nas Ilhas Britânicas (Reino Unido e Irlanda), enquanto a Madman Entertainment adquiriu o filme para a Oceania e o exibiu na Austrália e Nova Zelândia em 13 de maio de 2021 e 10 de junho , 2021. O filme foi exibido em competição no Festival de Cinema de Animação de Annecy que acontece de 14 a 19 de junho de 2021.